# Nanoleptopoda
Nanoleptopoda is een geslacht van rechtvleugeligen uit de familie sabelsprinkhanen (Tettigoniidae). De wetenschappelijke naam van dit geslacht is voor het eerst geldig gepubliceerd in 2011 door Braun.

## Soorten
Het geslacht Nanoleptopoda omvat de volgende soorten:
- Nanoleptopoda albifrons Braun, 2011
- Nanoleptopoda nigrifrons Braun, 2011